# Sud de France Arena
La Park&Suites Arena chiamata spesso semplicemente L'Arena è un palazzetto dello sport situato a Pérols, a sud di Montpellier, nel dipartimento dell'Hérault, in Francia.
Inaugurato il 3 settembre 2010, i diritti del nome sono stati ceduti nel 2011 alla catena alberghiera Park&Suites. Il palazzetto viene utilizzato per concerti, vari sport e funge anche da sala di esposizione e centro congressi, nelle varie configurazioni può ospitare 14 800 spettatori per gli spettacoli, 10 700 spettatori per lo sport e dispone di una superficie di 13500 m² per le esposizioni.
Dall'aprile del 2012, la Park&Suites Arena è servita dalla linea 3 del tram di Montpellier (stazione Parc des Expositions).